# Gallagher Ridge
Gallagher Ridge är en bergstopp i Antarktis. Den ligger i Östantarktis. Nya Zeeland gör anspråk på området. Toppen på Gallagher Ridge är 1 022 meter över havet.
Terrängen runt Gallagher Ridge är varierad. Trakten är obefolkad. Det finns inga samhällen i närheten.